# Bo E:son von Zweigbergk
Bo E:son von Zweigbergk, född 15 februari 1897 i Charlottenberg i Värmland, död 17 september 1940 i en järnvägsolycka i Göteborg (bosatt i Oscars församling i Stockholm), var en svensk målare.

## Biografi
von Zweigbergk var son till läkaren Nils Rickard Eriksson och Vilhelmina Hedvig Lilly von Zweigbergk samt gift med Helmi Ester Maria Sundelius och far till Ulf von Zweigbergk.
Han studerade vid Wilhelmsons målarskola i Stockholm 1917 samt på resor till Frankrike och Jugoslavien. Under perioden 1926–1930 vistades han en tid i Cagnes-sur-Mer vid Rivieran där han utvecklade ett estetiskt förfinat pärlemorskimrande gråmåleri och en puristiskt förenklad dekorativ stilisering. Han tog senare intryck av Martin Åberg och närmade sig hans konst med ett mer naturrealistiskt måleri. Han hade separatutställningar i Stockholm på Gummesons konstgalleri 1928, 1931, 1935 och 1939, på Galerie Moderne 1933 och på Konstnärshuset 1937 samt i Östersund 1939. Han deltog i Sveriges allmänna konstförenings utställningar i Stockholm 1925, 1934 och 1936 och i flera utställningar i Karlstad under 1920- och 1930-talen anordnade av Värmlands konstnärsförbund och Värmlands konstförening. Ett antal minnesutställningar har anordnats bland annat på Konstnärshuset i Stockholm 1941 och 1948 samt på Olsens konstsalong i Göteborg 1943.
Hans konst består av bland annat porträtt, stads- och hamnmålningar, landskap, teaterdekorationer och stilleben samt mer färgglada kubistiska kompositioner. von Zweigbergk är representerad på Moderna Museet, Nationalmuseum, Värmlands Museum, Norrköpings konstmuseum och Västerås museer samt i Gustav V:s konstsamling.
von Zweigbergk är gravsatt i familjegraven på Östmarks kyrkogård i Värmland.